# Voultegon
Voultegon era una comuna francesa situada en el departamento de Deux-Sèvres, de la región de Nueva Aquitania, que el 1 de enero de 2013 fue suprimida al fusionarse con la comuna de Saint-Clémentin, formando la comuna nueva de Voulmentin.

## Demografía
| Gráfica de evolución demográfica de Voultegon entre 1800 y 2006 |
|                                                                 |

Los datos demográficos contemplados en este gráfico de la comuna de Voultegon se han cogido de 1800 a 1999 de la página francesa EHESS/Cassini, y los demás datos de la página del INSEE.